# André Florschütz
André Florschütz (Sonneberg, 6 agosto 1976) è un ex slittinista tedesco, specializzato nel doppio.
Ha un fratello minore, Thomas, bobbista di livello internazionale.

## Biografia
Ha iniziato a gareggiare per la nazionale tedesca nelle varie categorie giovanili nella specialità del doppio, ottenendo due medaglie ai campionati mondiali juniores, una d'argento nella gara a squadre una di bronzo nel doppio, entrambe in coppia con Falk Rossmann.
Dal passaggio alla categoria senior sino alla fine della carriera ha sempre avuto come compagno di doppio Torsten Wustlich.
A livello assoluto ha esordito in Coppa del Mondo nella stagione 1998/99, ha conquistato il primo podio il 16 gennaio 1999 nel doppio a Igls (3°) e la prima vittoria il 20 gennaio 2001 nel doppio ad Altenberg. Ha vinto la classifica generale nella specialità del doppio nel 2009/10.
Ha preso parte a due edizioni dei Giochi olimpici invernali, vincendo la medaglia d'argento nel doppio a Torino 2006.
In carriera ha conquistato inoltre nove medaglie, sei d'oro e tre d'argento, ai campionati mondiali mentre agli europei il suo miglior risultato è stato il quinto posto, ottenuto in due occasioni.

## Palmarès

### Olimpiadi
- 1 medaglia:
  - 1 argento (doppio a Torino 2006).

### Mondiali
- 9 medaglie:
  - 6 ori (doppio a Calgary 2001; doppio, gara a squadre a Park City 2005; doppio, gara a squadre a Oberhof 2008; gara a squadre a Lake Placid 2009);
  - 3 bronzi (gara a squadre a Königssee 1999; doppio a Nagano 2004; doppio a Lake Placid 2009).

### Campionati mondiali juniores
- 2 medaglie:
  - 1 argento (gara a squadre a Lake Placid 1995);
  - 1 bronzo (doppio a Igls 1994).

### Coppa del Mondo
- Vincitore della Coppa del Mondo nella specialità del doppio nel 2009/10.
- 40 podi (38 nel doppio, 2 nelle gare a squadre):
  - 12 vittorie (10 nel doppio, 2 nelle gare a squadre);
  - 16 secondi posti (tutti nel doppio);
  - 12 terzi posti (tutti nel doppio).

#### Coppa del Mondo - vittorie
| Data             | Luogo      | Paese    | Disciplina                                                               |
| ---------------- | ---------- | -------- | ------------------------------------------------------------------------ |
| 20 gennaio 2001  | Altenberg  | Germania | Doppio con Torsten Wustlich                                              |
| 6 dicembre 2003  | Calgary    | Canada   | Doppio con Torsten Wustlich                                              |
| 17 gennaio 2004  | Winterberg | Germania | Doppio con Torsten Wustlich                                              |
| 20 novembre 2004 | Sigulda    | Lettonia | Doppio con Torsten Wustlich                                              |
| 2 gennaio 2005   | Oberhof    | Germania | Doppio con Torsten Wustlich                                              |
| 6 gennaio 2005   | Königssee  | Germania | Gara a squadre con Torsten Wustlich, Barbara Niedernhuber e David Möller |
| 14 gennaio 2006  | Igls       | Austria  | Doppio con Torsten Wustlich                                              |
| 28 gennaio 2006  | Oberhof    | Germania | Doppio con Torsten Wustlich                                              |
| 14 febbraio 2008 | Sigulda    | Lettonia | Doppio con Torsten Wustlich                                              |
| 17 febbraio 2008 | Sigulda    | Lettonia | Gara a squadre con Tatjana Hüfner, David Möller e Torsten Wustlich       |
| 20 febbraio 2009 | Whistler   | Canada   | Doppio con Torsten Wustlich                                              |
| 5 dicembre 2009  | Altenberg  | Germania | Doppio con Torsten Wustlich                                              |